# Gilbert Perrucconi
Gilbert Perrucconi (Belfort, 11 marzo 1941) è un ex calciatore italiano, di ruolo ala.
Per alcune fonti il nome è Gilberto, mentre per altre ancora il cognome è Perucconi.

## Carriera
Con la maglia del Palermo ha ottenuto una promozione in Serie A nella stagione 1967-1968 e giocando 9 gare nel campionato successivo nella massima serie.

## Palmarès
- Campionato italiano di Serie B: 1

Palermo: 1967-1968